# ریچه
ریچه (به مجاری:  Ricse) یک منطقهٔ مسکونی در مجارستان است که در ناحیه تسیگاند واقع شده‌است. ریچه ۲۴٫۷۴ کیلومتر مربع مساحت و ۱٬۹۱۳ نفر جمعیت دارد.

## خواهرخوانده
شهر کازلته خواهرخواندهٔ ریچه هست.